# Soemu Toyoda
Soemu Toyoda (豊田副武), 22. maj 1885 - 22. september 1957) var en japansk admiral under 2. verdenskrig. Den 3. maj 1944 blev han admiral for den Kombinerede flåde og var fra 1945 øverstkommanderende for hele den Kejserlige japanske flåde. Han var ansvarlig for slaget i det Filippinske hav og Operation Ten-Go.
Toyoda forsøgte at få kejser Hirohito til ikke at overgive sig efter atombomberne over Hiroshima og Nagasaki, dog uden at det lykkedes.
Efter krigen blev han stillet for en krigsdomstol i Tokyo, men han blev frikendt.